# Pediacus kurosawai
Pediacus kurosawai är en skalbaggsart som beskrevs av Sasaji 1983. Pediacus kurosawai ingår i släktet Pediacus och familjen plattbaggar. Inga underarter finns listade i Catalogue of Life.